# Saint-Faust
Saint-Faust ist eine französische Gemeinde mit 740 Einwohnern (Stand 1. Januar 2022) im Département Pyrénées-Atlantiques in der Region Nouvelle-Aquitaine (vor 2016: Aquitanien). Die Gemeinde gehört zum Arrondissement Pau und zum Kanton Billère et Coteaux de Jurançon (bis 2015: Kanton Jurançon).
Der Name leitet sich von Faustus von Mileve ab. Die Einwohner werden Saint-Faustins und Saint-Faustines genannt.

## Geographie
Saint-Faust liegt in der historischen Provinz Béarn circa zehn Kilometer westlich und damit in der Unité urbaine von Pau.
Umgeben wird der Ort von den Nachbargemeinden:
| Artiguelouve | Laroin                                      |          |
| Aubertin     | Kompassrose, die auf Nachbargemeinden zeigt | Jurançon |
|              | Lasseube                                    | Gan      |

Saint-Faust liegt im Einzugsgebiet des Flusses Adour.
Nebenflüsse des Gave de Pau durchqueren das Gebiet der Gemeinde,
- der Les Hiès mit seinen Zuflüssen,
  - dem Ruisseau de Capdehé,
  - dem Ruisseau le Bassant und
  - dem Ruisseau de Pontac, und
- die in Saint-Faust entspringende Juscle mit ihrem Nebenfluss,
  - dem Ruisseau de Lahourcade und seinem Zufluss,
    - dem Ruisseau de Pontacq.[3]

## Geschichte
Der Ursprung des Weinbaus in Saint-Faust reicht bis in die Zeit der Errichtung einer gallorömischen Villa zurück. Denis Labau (1920–2010), Historiker aus Lescar, erwähnte eine Quelle und eine Villa in seiner Abhandlung über die Kathedrale von Lescar. Eine Römerstraße führte von Beneharnum (Lescar) nach Illhuro (Oloron) auch an der Stelle der heutigen Gemeinde Saint-Faust vorbei. Sie wurde Antoninus-Straße genannt nach dem römischen Kaiser Caracalla (188–217) mit seinem offiziellen Kaisernamen Marcus Aurel(l)ius Severus Antoninus.
Das Dorf Saint-Faust wurde im 11. Jahrhundert erstmals in den Aufzeichnungen erwähnt. Es war Etappenort auf einem der Pilgerwege nach Santiago de Compostela. Saint-Faust und Laroin bildeten eine Pfarrgemeinde, sie gehörten beide zur Bailliage von Pau, und 1385 wurden zusammen 89 Haushalte gezählt. Nach dem Ende der Auseinandersetzungen im Zuge der Reformation gehörten Laroin und Monhauba immer noch zu Saint-Faust. 1621 vollführten die drei Siedlungen den Treueschwur gegenüber Jean de Salette, Bischof von Lescar und ihr Grundherr. 1778 wurde Monhauba bei einer Überschwemmung des Gave de Pau weggerissen, Laroin erlangte seine Unabhängigkeit im 18. Jahrhundert.
Toponyme und Erwähnungen von Saint-Faust waren:
- Saint Faust (11. Jahrhundert, laut Pierre de Marcas Buch Histoire de Béarn, S. 246),
- Sent-Haust (1385, Volkszählung im Béarn),
- Saint Faust (1750 und 1793, Karte von Cassini bzw. Notice Communale) und
- Saint-Faust  (1801, Bulletin des Lois).[4][5][6]

### Einwohnerentwicklung
Nach dem Beginn der Aufzeichnungen erlangte die Gemeinde einen Höchststand der Einwohnerzahl von 915 in der ersten Hälfte des 19. Jahrhunderts. Es folgte eine Phase der Stagnation auf 690 Einwohner bis zu den 1860er Jahren, anschließend eine Erholung auf rund 760 in den 1890er Jahren. In der Folgezeit reduzierte sich die Zahl der Einwohner bei kurzen Erholungsphasen bis zu den 1960er Jahren auf rund 410. In der Folgezeit ist ein kräftiges Wachstum zu verzeichnen, das sich allerdings in jüngster Zeit abgeschwächt hat.
| Jahr      | 1962 | 1968 | 1975 | 1982 | 1990 | 1999 | 2006 | 2009 | 2022 |
| --------- | ---- | ---- | ---- | ---- | ---- | ---- | ---- | ---- | ---- |
| Einwohner | 458  | 413  | 437  | 554  | 658  | 730  | 751  | 761  | 740  |

## Sehenswürdigkeiten
- Pfarrkirche, geweiht Johannes dem Täufer. Die Pilger auf dem Jakobsweg besuchten die ursprüngliche Kirche seit dem Mittelalter. In den Jahren 1829 und 1842 gab es vergebliche Versuche, die Kirche in Saint-Faust-le-Bas, einem Ortsteil im nördlichen Gebiet der Gemeinde, in das Zentrum zu verlegen. Nachdem 1844 das Projekt für einen Neubau durch den Architekten Léon Roussille aus Pau gescheitert war, entwickelte der Architekt Gustave Lévy im Jahre 1863 den Entwurf für eine neue Kirche. 1864 wurde er abgeändert, aber in den Jahren 1866 und 1867 vom Bauunternehmer Brusquet durchgeführt. Drei Glasfenster mit Darstellungen religiöser Persönlichkeiten wurden in der Apsis eingesetzt. Sie sind Werke der Glasmalerei Mauméjean aus Pau. Die Hauptfassade der heutigen Kirche wird dominiert von einem Vorbau aus dem 17. Jahrhundert und dem darüberliegenden Glockengiebel, der die Glocke in einem Rundbogen birgt und mit einem Zeltdach gedeckt ist. Das Langhaus wird von einer Seitenkapelle komplettiert, die Maria, der Mutter Jesu Christi, gewidmet ist. Die Kirche birgt mehrere Gemälde, darunter eines mit der Darstellung der Kreuzigung hinter dem Altar und eines mit der Szene der Rosenkranzspende an der Südwand des Langbaus.[9][10]

- Kapelle in Saint-Faust-le-Bas. Auch diese diente als Zwischenstation für Pilger auf ihrem Weg nach Santiago de Compostela. Der Eingang datiert aus dem 17. Jahrhundert. Die Kapelle besitzt einen Glockengiebel, dessen Fassade durch zwei Rundbögen unterbrochen ist, die Platz für zwei Glocken bieten. Diese werden auf der westlichen Seite durch eine Auskragung mit Vordach geschützt. Vom Balkon auf der anderen Seite bietet sich ein Blick auf die Ebene des Gave und die Hügel von Lescar. Der Chor der Kirche birgt ein Altarretabel aus der ersten Hälfte des 17. Jahrhunderts, wie die Jahreszahl „1617“ auf dem Giebel belegt. Es ist mit einem Tabernakel aus vergoldetem Holz und einem Gemälde mit dem Kreuzigungsmotiv ausgestattet. Das Retabel der Seitenkapelle, die Maria gewidmet ist, ist mit Schlangensäulen ausgearbeitet und hat ein Gemälde, das die Szene illustriert, in der der heilige Dominikus den Rosenkranz empfängt. Ein weiteres bemerkenswertes Mobiliar ist die Kanzel aus mehrfarbigen Holz.[11] Eine Quelle, Houn de Sen Yan genannt, entspringt in der Nähe der Kapelle. In früheren Zeiten versammelten sich die Gläubigen bei Tagesanbruch am Johannistag an der Quelle, deren Wasser in drei steinerne Becken fließt, um sich zu waschen und das Wasser zu trinken, das insbesondere gegen Kopfschmerzen helfen sollte. Bis zur Installation von fließendem Wasser gegen 1960 versorgten sich die Bewohner regelmäßig mit dem Quellwasser. Saint-Faust besitzt eine weitere Quelle, Houn de las doulous, deren Wasser Heilkräfte zur Linderung von Rheumatismen nachgesagt wird.[12]

## Wirtschaft und Infrastruktur

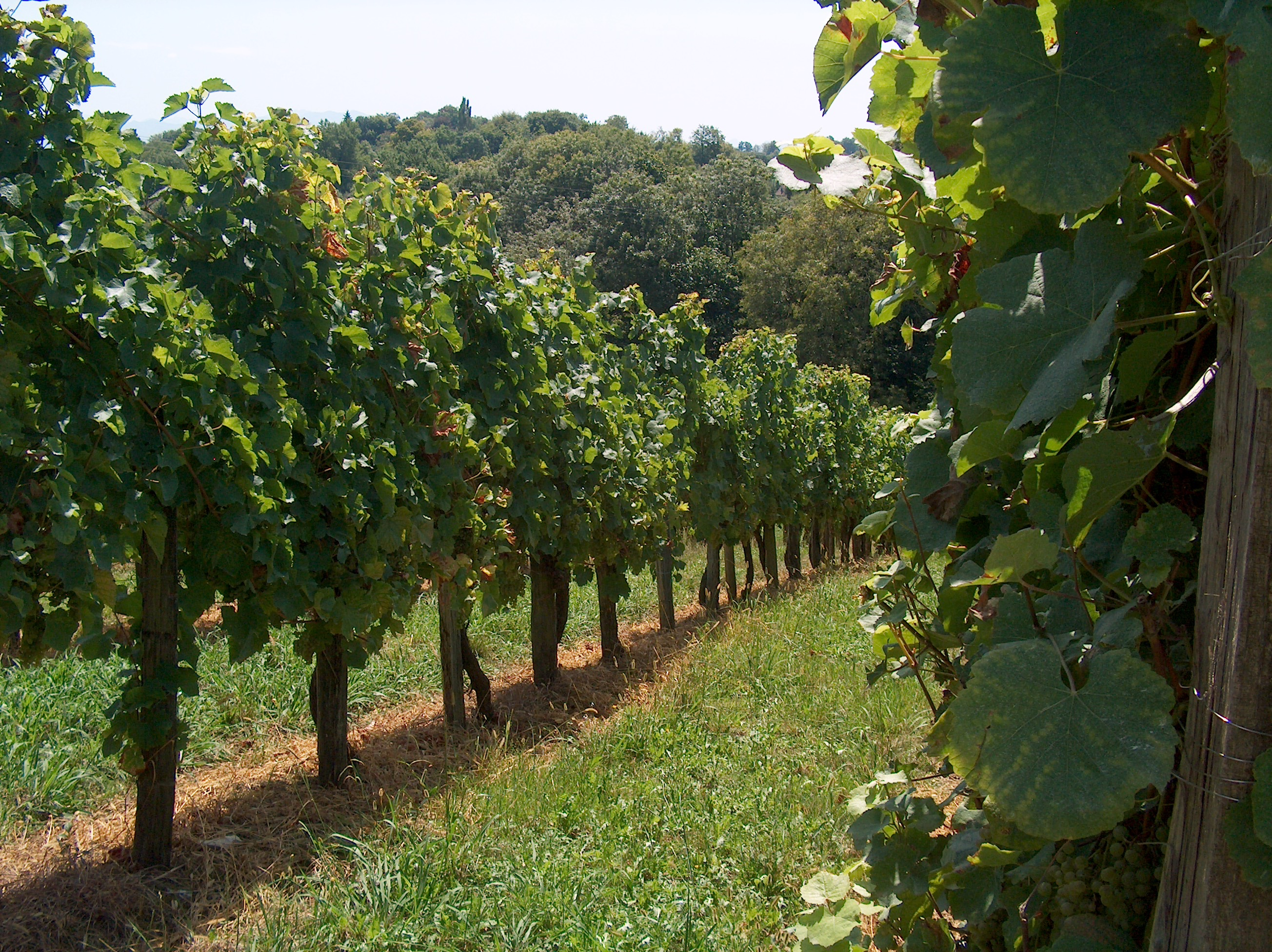
Weinberg in Saint-Faust

Die Landwirtschaft ist ein wichtiger Wirtschaftsfaktor der Gemeinde. Außer Obstwiesen, Rinder- und Pferdezucht. dem Anbau von Mais, der Geflügelzucht, hierbei insbesondere von Kapaunen, spielt der Weinbau eine große Rolle.
Saint-Faust liegt in den Zonen AOC der Weinbaugebiete Jurançon und Béarn sowie des Ossau-Iraty, eines traditionell hergestellten Schnittkäses aus Schafmilch.

### Bildung
Die Gemeinde verfügt über eine öffentliche Vor- und Grundschule mit 63 Schülerinnen und Schülern im Schuljahr 2017/2018.

### Sport und Freizeit
- Ein leichter Rundweg mit einer Länge von 5,4 km und einem Höhenunterschied von 160 m führt vom Zentrum durch das Tal der Juscle.[16]

- Ein leichter Rundweg mit einer Länge von 4,3 km und einem Höhenunterschied von 180 m führt vom Zentrum durch Weinberge über dem Tal des Les Hiès.[17]

- Ein weiterer leichter Rundweg mit einer Länge von 5 km und einem Höhenunterschied von 200 m führt vom Zentrum durch das Gebiet der Gemeinde.[18]

### Verkehr
Saint-Faust wird durchquert von den Routes départementales 217, 230, 346 und 502.